# Elezioni presidenziali in Palestina del 2005
Le elezioni presidenziali in Palestina del 2005 si sono tenute il 9 gennaio. Esse si sono svolte in seguito alla morte l'11 novembre 2004 di Yasser Arafat, presidente dell'Autorità Nazionale Palestinese dalla sua nascita nel 1994, eletto il 20 gennaio 1996 e capo dell'OLP da decenni.
Dopo il 2005 non si sono svolte altre elezioni presidenziali. Abbas è rimasto in carica dalla scadenza del mandato quadriennale il 9 gennaio 2009. 
Il 15 gennaio 2021 ha firmato un decreto che fissa le elezioni presidenziali al 31 luglio, nel quadro delle elezioni generali del 2021.

## Quadro politico
Nonostante le accuse di corruzione e nepotismo rivolte a lui e a molti suoi collaboratori, il suo carisma di guerrigliero da decenni impegnato nella causa palestinese, sfuggito numerose volte alla morte, lo aiutava a dare un minimo di unità ai palestinesi tenendo parzialmente sotto controllo le fazioni più riottose. Inoltre garantiva il predominio del suo partito al-Fath, anche se l'ascesa dei movimenti radicali islamici Hamas e Jihad Islamica era fortissima.
Alla sua morte si rischiava un pericoloso vuoto di potere, cui tentava di porre rimedio il presidente provvisorio Abū Māzen (Mahmūd ʿAbbās), esponente della vecchia guardia di Fatah, ma più favorevole a riforme nel sistema di governo. Quest'ultimo indiceva le elezioni presidenziali per il 9 gennaio 2005, in cui si presentava come candidato nettamente favorito, anche a causa del boicottaggio del più forte movimento di opposizione Hamas e della Jihad Islamica. Le elezioni erano tuttavia più pluraliste delle precedenti e vedevano la partecipazione di altri sei candidati, di diversi partiti e movimenti di opposizione laica.
I rivali più accreditati di Abū Māzen erano Mustafa Barghuthi, lontano parente del leader della Seconda Intifada, Marwan Barghuthi, ma non collegato a lui politicamente, candidato indipendente appoggiato da movimenti della società civile, tra cui il suo, Iniziativa Nazionale Palestinese e dal Fronte Popolare per la Liberazione della Palestina; Taysir Khaled del Fronte Democratico per la Liberazione della Palestina.
Dei due, Mustafa Barghuthi ha ottenuto una buona affermazione, ottenendo più del 20% dei voti validi e intercettando probabilmente molti voti di protesta, mentre Taysir Khald, come pure il candidato dell'altro movimento palestinese di sinistra, Bassam al-Salhi del Partito Popolare Palestinese, hanno conseguito complessivamente soltanto poco più del 6%. Il trionfatore di queste elezioni, che hanno avuto un'affluenza stimabile intorno al 60% nonostante il boicottaggio di Hamas, è stato dunque Mahmūd ʿAbbās, che con oltre il 60% dei voti ha confermato la forza che ancora aveva lo storico partito al-Fath all'inizio del 2005, subito dopo la morte di Yasser Arafat.

## Risultati
| Mahmud Abbas          | al-Fath                                               | 501 448 | 67,38 |  |  |  |  |  |
| Mustafa Barghuthi     | Indipendente                                          | 156 227 | 20,99 |  |  |  |  |  |
| Taysir Khald          | Fronte Democratico per la Liberazione della Palestina | 26 848  | 3,61  |  |  |  |  |  |
| Abdel Halim al-Ashqar | Indipendente                                          | 22 171  | 2,98  |  |  |  |  |  |
| Bassam al-Salhi       | Partito Popolare Palestinese                          | 21 429  | 2,88  |  |  |  |  |  |
| Sayyid Baraka         | Indipendente                                          | 10 406  | 1,40  |  |  |  |  |  |
| Abd al-Karim Shubeyr  | Indipendente                                          | 5 717   | 0,77  |  |  |  |  |  |
| Totale                | Totale                                                | 744 246 | 100   |  |  |  |  |  |
|                       |                                                       |         |       |  |  |  |  |  |
| Schede bianche        | Schede bianche                                        | 30 672  | 3,82  |  |  |  |  |  |
| Schede nulle          | Schede nulle                                          | 27 159  | 3,39  |  |  |  |  |  |
| Votanti               | Votanti                                               | 802 077 |       |  |  |  |  |  |